# Natalie Myburgh
Natalie Anne Myburgh (ur. 15 maja 1940, zm. 21 stycznia 2014 w Knysna) – południowoafrykańska pływaczka. Brązowa medalistka olimpijska z Melbourne.
Zawody w 1956 były jej jedynymi igrzyskami olimpijskimi. Brązowy medal zdobyła w sztafecie kraulowej, wspólnie z nią tworzyły ją także Susan Roberts, Moira Abernethy i Jeanette Myburgh. Miała wówczas zaledwie 16 lat. W 1954 zdobyła złoto na Igrzyskach Imperium Brytyjskiego i Wspólnoty Brytyjskiej w sztafecie w stylu dowolnym 4 × 110 jardów.